# Esquerra Republicana de les Illes Balears
Esquerra Republicana de les Illes Balears (ERIB o ER), és la federació territorial a les Illes Balears i Pitiüses d'Esquerra Republicana. La seua ideologia és independentista i d'esquerres. Les seues joventuts són el Jovent Republicà de les Illes Balears i Pitiüses.

## Història
El 1987, arran d'una crisi del Partit Socialista de Mallorca, diversos militants d'aquesta formació política disconformes amb la seva línia d'ambigüitat nacional, l'abandonen i entren a militar a Esquerra. No va ser però fins al 1989 que s'estructurà formalment la federació amb la primera secció local d'Esquerra a Mallorca. El 31 d'octubre de 1992, Esquerra Republicana de les Illes celebrà a la Casa de Cultura de Felanitx el primer congrés on el mallorquí Bartomeu Mestre, ex-dirigent del PSM, fou escollit per majoria absoluta president d'Esquerra a les Illes Balears i Pitiüses.
En 2015 va ser elegit president de la federació illenca, en un congrés celebrat a Vilafranca, l'historiador Guillem Morro. Un any després, el 2016, el partit va donar suport a la candidatura Sobirania per a les Illes en la repetició de la convocatòria de eleccions espanyoles, descartant presentar-se en la coalició formada per PSM, EU i Podem. L'11 de novembre de 2016 fou elegit president Joan Llodrà i Gayà, qui va romandre al càrrec fins 2020, quan Mateu Xurí i Maite Pons van esdevenir els nous capdavanters de l'organització política.

## Llista de presidents
Aquests han estat els presidents que ha tingut Esquerra Republicana de les Illes Balears i Pitiüses:
| Nom                     | Inici | Final | Ref.  |
| ----------------------- | ----- | ----- | ----- |
| Jaume Santandreu Sureda | 1988  | 1992  |       |
| Bartomeu Mestre Sureda  | 1992  | 1994  |       |
| Josep Palou             | 1994  | 1995  |       |
| Bernat Joan i Marí      | 1995  | 2002  |       |
| Joan Lladó i Binimelis  | 2002  | 2011  |       |
| Josep Serra i Colomar   | 2011  | 2013  | [ 6 ] |
| Joan Llodrà i Gayà      | 2014  | 2015  |       |
| Guillem Morro Veny      | 2015  | 2016  |       |
| Joan Llodrà i Gayà      | 2016  | 2020  |       |
| Mateu Matas Ordinas     | 2020  |       |       |